# Mesolóngi
Mesolóngi (em grego: Μεσολόγγι) é uma cidade com cerca de 18,000 habitantes (2001) na Grécia ocidental. A cidade é capital de Etólia e Acarnânia e também é sua segunda maior cidade.